# Raoul Aslan
Raoul Aslan, também conhecido como Raoul Maria Aslan-Zumpart (Salonica, Reino da Grécia, 16 de outubro de 1886 – Seewalchen am Attersee, Áustria, 17 de junho de 1958) foi um ator de teatro austríaco de ascendência greco-armênia.

## Filmografia selecionada
- 1918: Das andere Ich
- 1919: Marquis Fun
- 1920: Golgatha
- 1920: Gold (Gold, der Menschheit Fluch)
- 1921: Venus
- 1930: Das Flötenkonzert von Sans-souci
- 1931: Yorck
- 1932: Stupéfiants
- 1932: Der weiße Dämon
- 1933: Unsichtbare Gegner
- 1933: Les requins du pétrole
- 1933: Leise flehen meine Lieder
- 1952: Symphonie Wien
- 1954: Das Licht der Liebe
- 1955: Mozart
- 1956: Wilhelm Tell